# یواخیم هانسن
یواخیم هانسن (آلمانی: Joachim Hansen؛ ‏ ۲۸ ژوئن ۱۹۳۰ – ۱۳ سپتامبر ۲۰۰۷) بازیگر اهل آلمان بود. 
از فیلم‌ها یا برنامه‌های تلویزیونی که وی در آن نقش داشته‌است، می‌توان به پسران برزیل، عقاب فرود آمد، زیرزمین، غار، پاپسی پاپ و همه خانم‌های قلعه این کار را خیلی دوست دارند اشاره کرد.